# M. P. Moller Motor Car Company

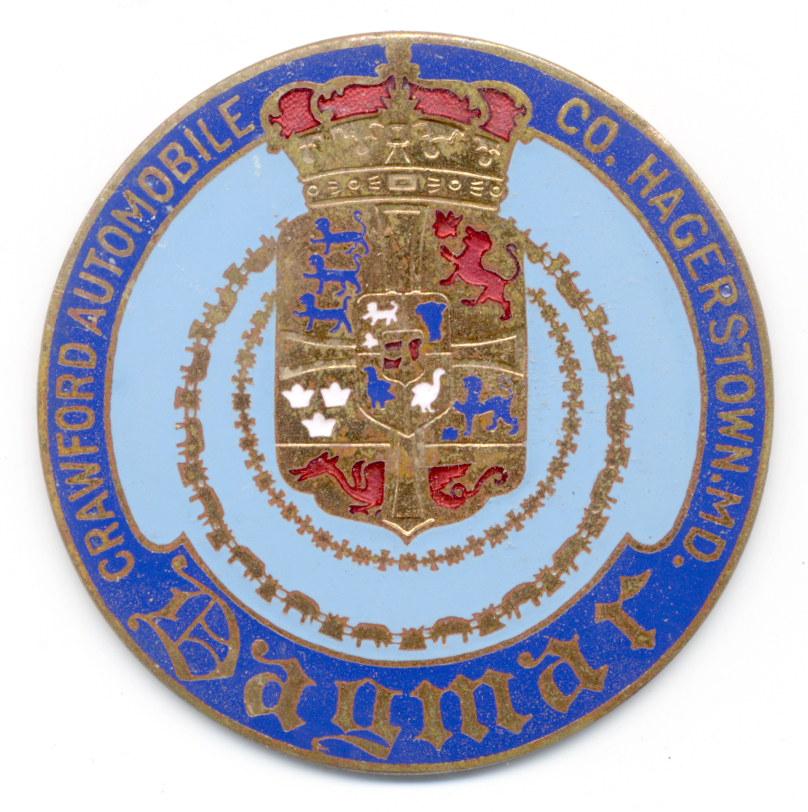
Dagmar-Markenzeichen mit königlich-dänischem Wappen (bis 1924)

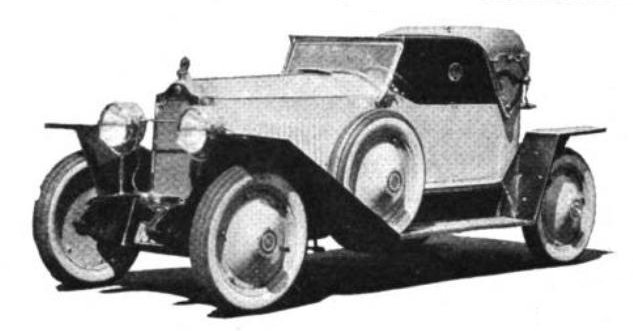
1923 Dagmar

M. P. Moller Motor Car Company war ein US-amerikanischer Kraftfahrzeughersteller. Sitz war in Hagerstown in Maryland.

## Beschreibung
Der aus Dänemark stammende Mathias Peter Møller (1854–1937) erwarb 1921 die Mehrheit an der 1904 gegründeten Crawford Automobile Company und führte die Marke Dagmar 1922 ein. 1924 benannte er das Unternehmen um in M. P. Moller Motor Car Company.
1926 entstand noch eine riesige, siebensitzige Limousine für Moller selbst, die dieser 1927 für eine ausgedehnte Europareise einsetzte. Damit endete die Herstellung von kompletten Automobilen in Hagerstown, die Taxi-Produktion lief in Framingham noch bis 1931.
Das Unternehmen stellte weiterhin Taxiumbauten und Sonderkarosserien für LKW auf Kundenwunsch bis Mitte der 1930er-Jahre her.
Zur gleichzeitig produzierenden Moller Motor Company in Lewistown (Pennsylvania) und kurze Zeit in Hagerstown (Maryland) gibt es weder einen geschäftlichen noch verwandtschaftlichen Bezug.

## Dagmar
Das Sechszylindermodell 6-70 Sport-Victoria (2-türiger Tourenwagen) war das sportliche Gegenstück zum technisch gleichen, luxuriöseren Crawford Modell 6-70. Beide hatten den gleichen 70 hp-Continental-Reihensechszylindermotor und den gleichen Radstand von 3505 mm. Im Unterschied zum Crawford hatten Dagmar kantig geformte Kotflügel aus ebenen Blechen anstatt der üblichen gerundeten. Das galt damals als besonders schick; es waren aber auch weniger extravante, gerundete erhältlich.
Beide Modelle wurden zunächst parallel bei Crawford gefertigt. Den neuen Wagen hatte Moller nach seiner zweiten Tochter (Mary) Dagmar benannt und wahrscheinlich auch nach der in Dänemark populären Königin Dagmar von Böhmen. In Erinnerung an seine alte Heimat Dänemark trugen Dagmar bis 1924 das Wappen der dänischen Königsfamilie. Dann durfte es auf Betreiben des dänischen Königshauses nicht mehr verwendet werden. Ein weiterer Streit kam mit Packard auf, da Moller rote Sechsecke auf den Nabenabdeckungen des Dagmar anbringen ließ, wie sie als Markenzeichen der Packard Motor Car Company geschützt waren. Gegen die fast noch dreistere Kopie der Kühlermaske konnte Packard hingegen nicht vorgehen, weil sie kein eingetragenes Warenzeichen war.
1923 wurden mit 135 Exemplaren die meisten Dagmar in einem Produktionsjahr gefertigt.
Im März 1924 gab Moller die Marke Crawford auf. Die Fertigung der Dagmar-Fahrzeuge – alles Sechszylinder – war nie wirtschaftlich vertretbar und konnte als „Steckenpferd“ des Eigentümers nur aufrechterhalten werden, weil dessen seit vielen Jahren gut eingeführte Orgelbaufirma genügend Gewinn abwarf.

## Luxor Cab Manufacturing Company
Ebenfalls 1924 investierte Moller mit den New Yorker Geschäftsleuten Allie S. Freed und Mickey Heidt in eine neue Unternehmung zur Herstellung von besonders luxuriösen Taxis. Die Luxor Cab Manufacturing Company wurde in Hagerstown gegründet, verlegte die Produktion aber schon nach wenigen Wochen nach Framingham (Massachusetts) in die Anlagen der R. H. Long Company, Herstellerin des Bay State.
Einige Exemplare des Luxor wurden in Hagerstown fertiggestellt, der weitaus größte Teil jedoch entstand am neuen Domizil in Framingham. Die Produktion lief 1927 aus. Das Unternehmen stellte 1924–1925 auch den Standish her, eine Version des Luxor für Privatkunden.

## Taximarken
Moller baute eine Autovermietung auf und verlegte sich auf die Herstellung kleiner Serien von Taxis, um die Produktion des Dagmar nicht ganz einstellen zu müssen. Diese wurden unter verschiedenen Namen verkauft. Die Marken Luxor und Standish kamen dagegen von Luxor.
Die Vielzahl an Marken entstand, weil manche Großkunden Fahrzeuge mit einem exklusiv für sie reservierten Markennamen verlangten. Äußerlich und in der Ausstattung gab es Unterschiede wie etwa Spitz- oder Flachkühler, technisch unterschieden sich diese Fahrzeuge aber kaum.
Die konventionellen und mehr oder weniger gleichen Fahrgestelle erhielten Buda-Vierzylindermotoren WTU mit 226,4 c.i. (3710 cm³), später Sechszylinder. 1926 stellte Möller auf die Continental-Sechszylinder um, die auch für den Dagmar und den Standish verwendet wurden. Mit letzterem war 1924 erfolglos versucht worden, vom Luxor einen PKW abzuleiten. Dies wurde 1925 aufgegeben; die frei gewordenen Kapazitäten wurden für den Elysee genutzt, der als Kastenwagen-Transporter speziell für die Bedürfnisse gehobener Ladengeschäfte hergestellt wurde und gleichermaßen Lieferwagen und Werbeträger war.

### Aristocrat
Diese Marke gab es von 1927 bis 1931. Der Motor kam von Buda.

### Astor
Diese Marke gab es von 1925 bis 1927. Der Radstand betrug 300 cm. Ein Vierzylindermotor von Buda trieb die Fahrzeuge an. Limousine und Landaulet sind überliefert. Die Astor Cab Sales Company, Inc. aus New York City vermarktete die Fahrzeuge. Viele wurden nach Philadelphia verkauft.

### Blue Light
Diese Marke wurde 1927 eingeführt und etwa 1931 aufgegeben. Ein Buda-Motor trieb die Fahrzeuge an. Einziger Absatzmarkt war Baltimore in Maryland.

### Five-Boro
Dies war die erste Taximarke. Es gab sie von 1924 bis 1927. Das Fahrgestell hatte 300 cm Radstand. Ein Motor von Buda trieb die Fahrzeuge an. Die Fahrzeuge wurden in New York City eingesetzt. Der Name spielt auf die fünf Boroughs von New York (Bronx, Brooklyn, Manhattan, Queens, Staten Island) an.

### Paramount
Die Paramount Cab Manufacturing Company aus New York City vermarktete diese Fahrzeuge von 1927 bis 1931. Sie waren luxuriös ausgestattet. Einige Fahrzeuge wurden auch als Pkw an Privatpersonen verkauft.

### Super Paramount
Diese Fahrzeuge gab es ebenfalls von 1927 bis 1931. Sie waren die Super-Luxus-Ausführung des Paramount.

### Twentieth Century
Diese Marke gab es von 1925 bis etwa 1927. Hauptabsatzmarkt war Philadelphia.

## Modelle
| Modell                 | N.A.C.C.-Rating | Baujahr | Motor                       | Hubraum cm³ | Leistung PS | Leistung kW | Radstand mm | Karosserien |
| ---------------------- | --------------- | ------- | --------------------------- | ----------- | ----------- | ----------- | ----------- | --- |
| Dagmar 6-70            | 31,5 HP         | 1922    | 6 Reihe, sv, Continental 6T | 4313        | 70          | 51          | 3505        | Sport-Victoria 2 Türen                                                                                               |
| Dagmar 6-70            | 31,5 HP         | 1923    | 6 Reihe, sv, Continental 6T | 4313        | 70          | 51          | 3505        | Sport-Victoria 2 Türen                                                                                               |
| Dagmar 6-70            | 31,5 HP         | 1924    | 6 Reihe, sv, Continental 6T | 4313        | 70          | 51          | 3505        | Sport-Victoria 2 Türen Limousine 4 Türen                                                                             |
| Dagmar 6-70            | 33,7 HP         | 1925    | 6 Reihe, sv, Continental 6J | 5424        | 70          | 51          | 3505        | Roadster 4 Pl. Sport-Touring 4 Pl. Tourer 6 Pl. Coupé Del./Petite 4 Pl. Phaeton Petite Lim. 4 Pl. Limousinen 5/7 Pl. |
| Dagmar 6-70            | 33,7 HP         | 1926    | 6 Reihe, sv, Continental 6J | 5424        | 70          | 51          | 3505        | Roadster 4 Pl. Sport-Tourer 4 Pl. Coupé Del./Petite 4 Pl. Phaeton Petite Lim. 4 Pl. Limousinen 5/7 Pl.               |
| Dagmar 6-70            | 33,7 HP         | 1927    | 6 Reihe, sv, Continental 6J | 5424        |             |             | 3505        | Roadster 2 Pl. Sport-Touring 4 Pl. Touring5 Pl. Limousine 5 Pl.                                                      |
| Dagmar 6-80            |                 | 1925    | 6 Reihe, sv, Continental    |             | 80          | 59          | 3505        | Sport-Victoria 2 Türen Limousine 4 Türen                                                                             |
| Dagmar 6-80            |                 | 1926    | 6 Reihe, sv, Continental    |             | 80          | 59          | 3505        | Sport-Victoria 2 Türen Limousine 4 Türen                                                                             |
| Dagmar 6-60            | 25,3 HP         | 1925    | 6 Reihe, sv, Continental 8R | 3966        | 60          | 44          | 2997        | Roadster 2 Türen Sport-Victoria 2 Türen Touring 5 Türen Coupé 2 Türen Limousine 4 Türen                              |
| Dagmar 6-60            | 25,3 HP         | 1926    | 6 Reihe, sv, Lycoming 4S    | 3671        | 60          | 44          | 3048        | Sport-Touring 4 Pl. Touring 5 Pl. Limousine 5 Pl.                                                                    |
| Dagmar 6-60 Deluxe     | 25,3 HP         | 1927    | 6 Reihe, sv, Lycoming 4S    | 3671        | 60          | 44          | 3048        | Roadster 4 Pl. Sport-Tourer 4 Pl. Coupé Del./Petite 4 Pl. Phaeton Petite Lim. 4Pl. Limousinen 5/7 Pl.                |
| Luxor Taxicab Series L | 22,5 HP         | 1925    | 4 Reihe, sv, Buda WTU       | 3703        |             |             | 2896        | Taxi-Limousine Taxi-Landaulet                                                                                        |
| Luxor Taxicab Series L | 22,5 HP         | 1926    | 4 Reihe, sv, Buda WTU       | 3703        |             |             | 2896        | Taxi-Limousine Taxi-Landaulet                                                                                        |